# Weinviertelweg

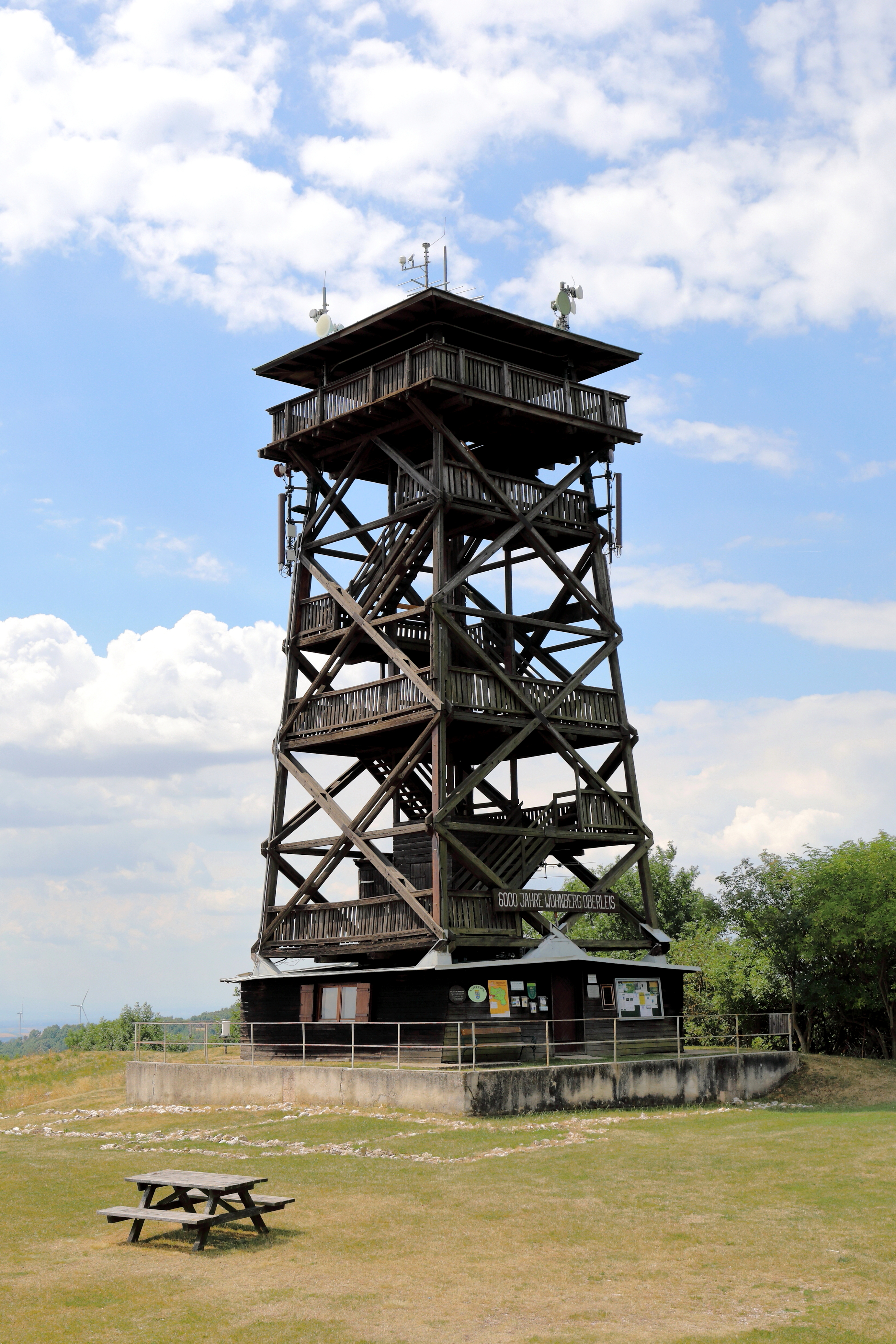
Der Aussichtsturm bei Oberleis

Der Weinviertelweg mit der Wegnummer 632 ist ein Wanderweg in Österreich von Langenzersdorf nach Drasenhofen. Er verläuft zur Gänze im Bundesland Niederösterreich und durchquert das Weinviertel von Süd nach Nord.  Seine Länge beträgt 98 Kilometer, für die vollständige Durchwanderung sind etwa vier Tage zu veranschlagen. Der Weg weist keine alpinen Schwierigkeiten auf.

## Wegverlauf
Von Langenzersdorf führt der Weg über den Bisamberg nach Hagenbrunn. Über Königsbrunn, den Stetter Berg und Manhartsbrunn gelangt man nach Kreuttal und Großrußbach, bevor Ernstbrunn erreicht wird. Vorbei an der Aussichtswarte am Oberleiser Berg geht es zur Buschberghütte in den Leiser Bergen und über Hüttendorf nach Mistelbach. Poysdorf, Falkenstein und Kleinschweinbarth sind die letzten Zwischenstationen auf dem Weg nach Drasenhofen.
Von Langenzersdorf bis Oberleis verläuft der Weinviertelweg auf der Route des Ostösterreichischen Grenzlandwegs und somit auch des Europäischen Fernwanderwegs E8, zwischen Großrußbach und Drasenhofen besteht über weite Strecken Gleichlauf mit dem Jakobsweg Weinviertel.

## Markierung
Der Weinviertelweg ist mit rot-weiß-roten Farbzeichen sowie der Wegnummer 632 markiert. 
Der Weg wird von der Sektion Weitwanderer des Österreichischen Alpenvereins (Abschnitt Langenzerdorf – Mistelbach) und der Ortsgruppe Mistelbach der Naturfreunde Österreich (Abschnitt Mistelbach – Drasenhofen) markiert und betreut. Bei ersterer kann nach Durchwanderung des Weges ein Abzeichen angefordert werden.